# Chlorophorus muscosus
Chlorophorus muscosus är en skalbaggsart som först beskrevs av Bates 1873.  Chlorophorus muscosus ingår i släktet Chlorophorus och familjen långhorningar. Inga underarter finns listade i Catalogue of Life.